# スフィンガニン-1-リン酸アルドラーゼ
スフィンガニン-1-リン酸アルドラーゼ(Sphinganine-1-phosphate aldolase、EC 4.1.2.27)、以下の化学反応を触媒する酵素である。
スフィンガニン-1-リン酸{\displaystyle \rightleftharpoons }エタノールアミンリン酸 + パルミトアルデヒド
従って、この酵素の基質はスフィンガニン-1-リン酸のみ、生成物はエタノールアミンリン酸とパルミトアルデヒドの2つである。
この酵素はリアーゼ、特に炭素-炭素結合を切断するアルデヒドリアーゼに分類される。系統名は、スフィンガニン-1-リン酸 パルミトアルデヒドリアーゼ (エタノールアミンリン酸形成)(sphinganine-1-phosphate palmitaldehyde-lyase (phosphoethanolamine-forming))である。他に、dihydrosphingosine 1-phosphate aldolase、sphinganine-1-phosphate alkanal-lyase、sphinganine-1-phosphate lyase、sphinganine-1-phosphate palmitaldehyde-lyase等とも呼ばれる。この酵素は、スフィンゴ脂質の代謝に関与している。補因子としてピリドキサールリン酸を必要とする。